# Aloe bulbillifera

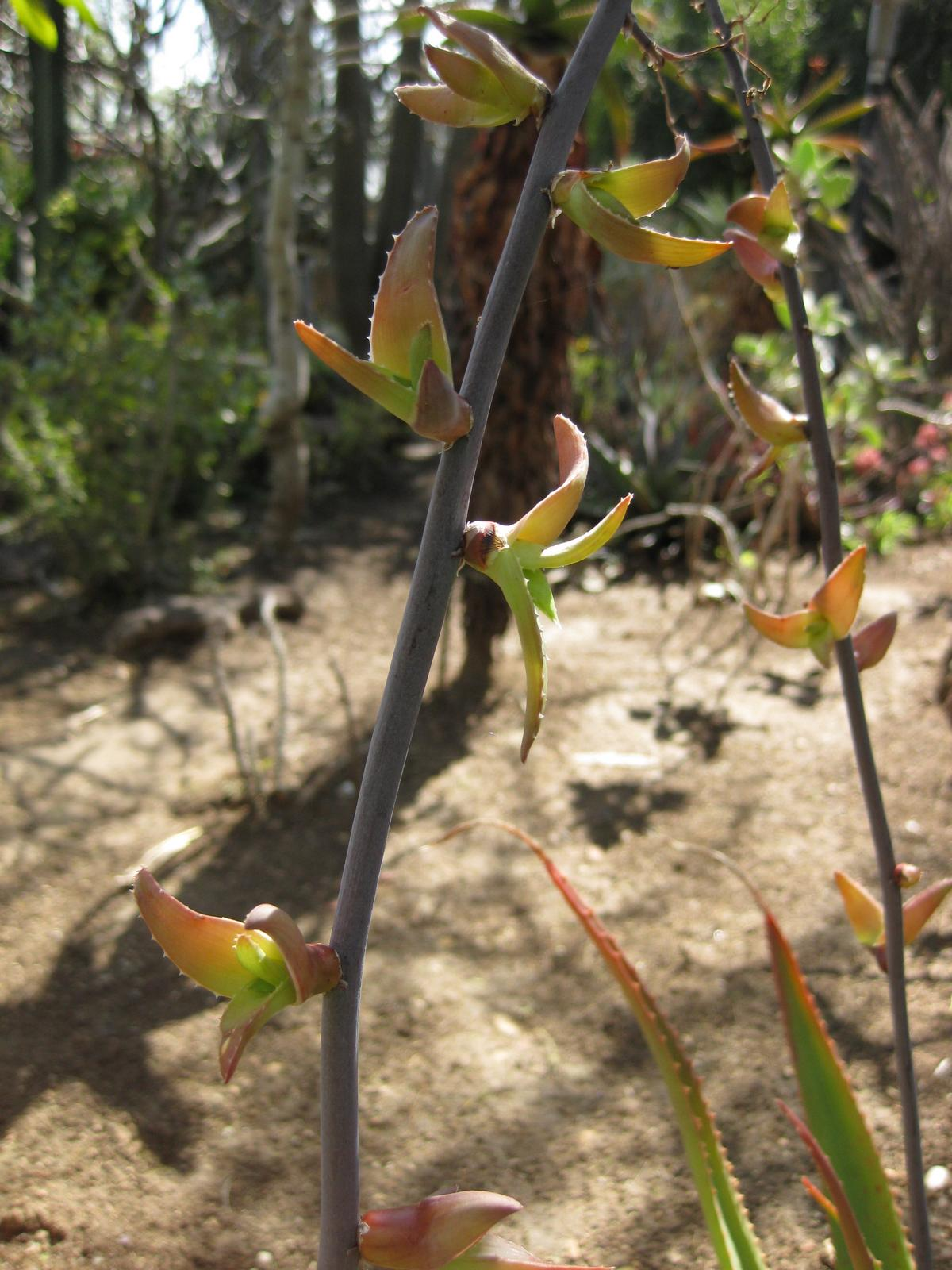
Am Blütenstand ausgebildete Bulbillen

Aloe bulbillifera ist eine Pflanzenart der Gattung der Aloen in der Unterfamilie der Affodillgewächse (Asphodeloideae). Das Artepitheton bulbillifera leitet sich von den lateinischen Worten bulbilla für ‚Bulbillen‘ sowie fer für ‚tragen‘ ab und verweist auf die am Blütenstand ausgebildeten Bulbillen.

## Beschreibung

### Vegetative Merkmale
Aloe bulbillifera wächst einzeln und stammlos, oder im Schatten mit einem kurzen Stamm und Seitentrieben, die der Basis entspringen. Ihre 24 bis 30 spitzen Laubblätter bilden dichte Rosetten. Die grüne Blattspreite ist 40 bis 60 Zentimeter lang und 8 bis 10 Zentimeter breit. Die festen Zähne am Blattrand sind 15 Millimeter lang und werden zur Blattspitze hin kleiner. Sie stehen 10 bis 20 Millimeter voneinander entfernt. Der Blattsaft ist trocken tieforangefarben bis purpurfarben.

### Blütenstände und Blüten
Der meist seitlich überhängende und häufig am Boden niederliegende Blütenstand  erreicht eine Länge von 2 bis 2,5 Meter. Er besteht aus bis zu 30 Zweigen, von denen die untersten bis zu 1 Meter lang sind und bis zu zwölf sekundäre Zweige ausbilden. An den Zweigen unterhalb der Trauben entstehen in den Axillen der sterielen Brakteen Bulbillen. Die lockeren, zylindrischen und spitz zulaufenden Trauben sind 20 bis 25 Zentimeter lang. Die deltoiden Brakteen weisen eine Länge von 3 Millimeter auf und sind 2 Millimeter breit. Die scharlachroten Blüten stehen an 8 bis 10 Millimeter langen Blütenstielen. Die Blüten sind 25 Millimeter lang und an ihrer Basis gestutzt. Auf Höhe des Fruchtknotens weisen sie einen Durchmesser von 5 Millimeter auf. Darüber sind die Blüten leicht verengt und zur Mündung hin erweitert. Ihre äußeren Perigonblätter sind nicht miteinander verwachsen. Die Staubblätter und der Griffel ragen 1 bis 3 Millimeter aus der Blüte heraus.

### Genetik
Die Chromosomenzahl beträgt {\displaystyle 2n=14}.

## Systematik und Verbreitung
Aloe bulbillifera ist auf Madagaskar verbreitet.
Die Erstbeschreibung durch Henri Perrier de La Bâthie wurde 1926 veröffentlicht. Es werden folgende Varietäten unterschieden:
- Aloe bulbillifera var. bulbilifera
- Aloe bulbillifera var. paulianae Reynolds

Aloe bulbillifera var. paulianae

Die Unterschiede zu Aloe bulbillifera var. bulbillifera sind: Es sind etwa 20 Laubblätter vorhanden. Die Randzähne sind trübweiß und 3 Millimeter lang. Der Blütenstand wird 2 Meter lang und besteht im oberen Viertel aus acht bis zwölf kompakten Zweigen, von denen die untersten bis zu 30 Zentimeter lang sind und acht bis zwölf sekundäre Zweige ausbilden. Die Bulbillen entstehen am Schaft unterhalb der untersten Zweige. Die Brakteen sind eiförmig-spitz, 4 Millimeter lang und 3 Millimeter breit.
Die Erstbeschreibung der Varietät durch Gilbert Westacott Reynolds wurde 1955 veröffentlicht.

## Nachweise